# 프로비전

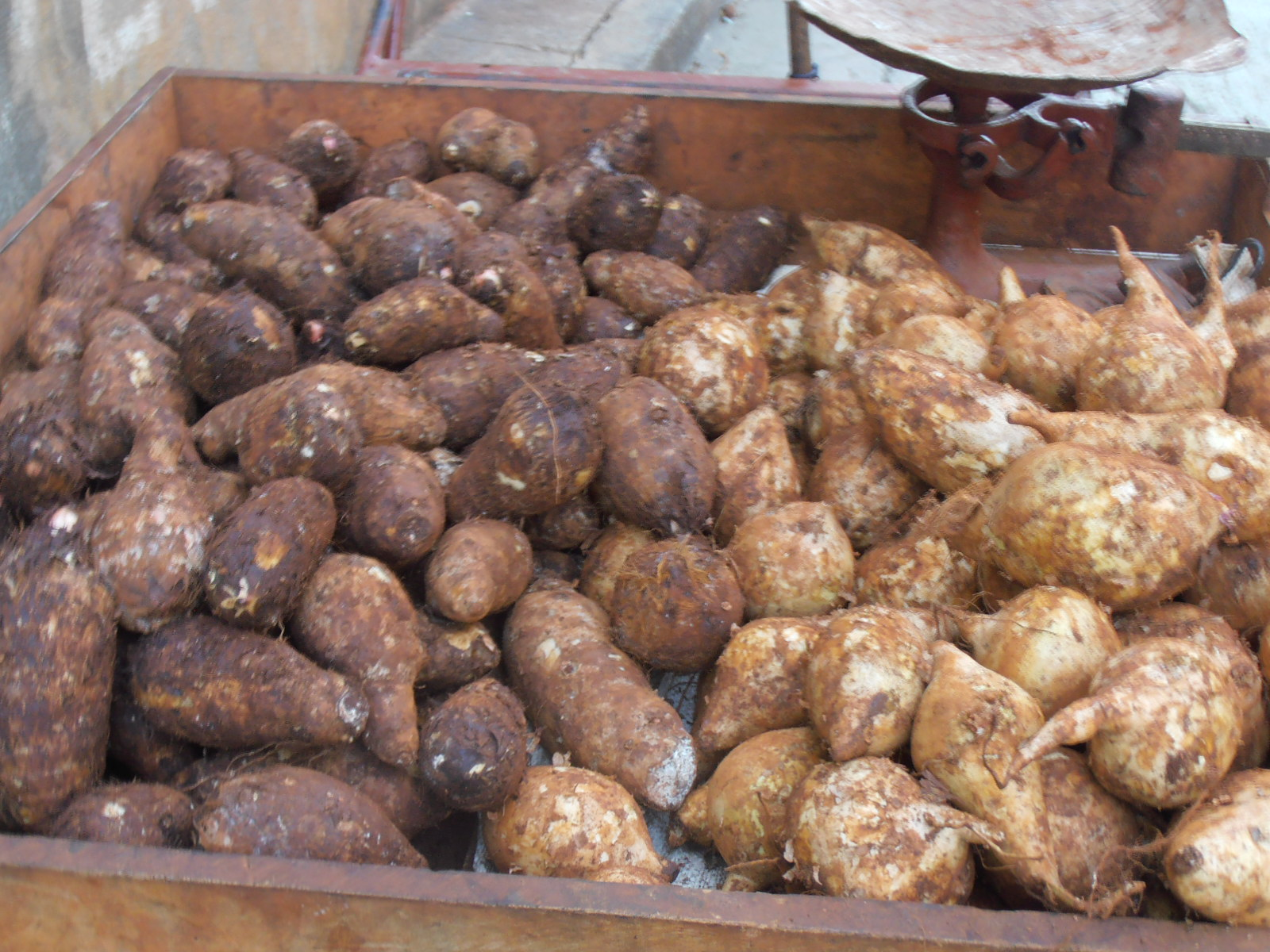
아메리카토란과 고구마

카리브 요리에서 프로비전(영어: provision) 또는 그라운드 프로비전(영어: ground provision)은 마, 고구마, 토란, 카사바 등의 뿌리채소를 일컫는다. 카리브 지역에서는 요리법 등을 적을 때 각각의 뿌리채소를 명시하기보다는 뭉뚱그려 "프로비전"이라 부르는 경우가 많다.

## 같이 보기
- 구황작물
- 뿌리채소